# Митридат IV
Митридат IV — царь Парфии из династии Аршакидов. Правил с 128 года по 147 год. Правление Митридата IV проходило в условиях двоецарствия: реально Митридат правил в западной части Парфянской империи, в восточной же части правил Вологез II.
Из сравнительного анализа нумизматических данных следует, что в период между смертью Хозроя и концом правления Вологеза II, то есть в 128/129—147 годах, в Иране правил еще один царь — по имени Митридат (IV) — как сообщают нам его монеты с легендами на пехлеви. Следует отметить, что это первое появление пространной пехлевийской надписи на парфянских монетах. На его бронзовых монетах изображено несколько видов животных: орёл, лежащий горбатый буйвол, овца, головы коней и буйволов. Впрочем, в письменных источниках нет никаких упоминаний о его деятельности. Вряд ли этот Митридат является Мехердотом, которого упоминает Малала.
Митридат был сыном царя Вологеза I, братом царей Пакора II, Хосроя (Ороза), Вологеза II.
Правление Митридата IV сопровождалось не только эпохой двоецарствия, но и войной с Римом и постоянной борьбой с Вологезом II, правившим в восточной части империи. Митридат наследовал власть от своего брата Хосроя (Ороза) в 128 году, но смог укрепиться только в западной части империи.
Он завещал корону своему сыну Санатруку, но тот пал в битве с римлянами. Митридат IV, как и его брат Вологез II, умер в 147 году. Единственным наследником трона остался сын Вологеза II — Вологез III, при вступлении которого на престол завершилась очередная эпоха двоецарствия в Парфии.